# Луцій Юній Брут
Луцій Юній Брут (лат. Lucius Junius Brutus) — один із засновників Римської республіки, очільник повстання проти останнього римського царя Тарквінія Гордого в 509 році до н. е. Один з двох перших римських консулів.

## Біографічні відомості
Луцій Юній Брут, що належав до стародавнього плебейського роду Юніїв, був племінником (сином сестри) царя Тарквінія Гордого. Під час масових репресій Тарквінія зумів «заховати природний розум під приємною личиною», і тим уникнути долі родичів і впливових представників знаті. Само прізвисько Брут означає Тупак.

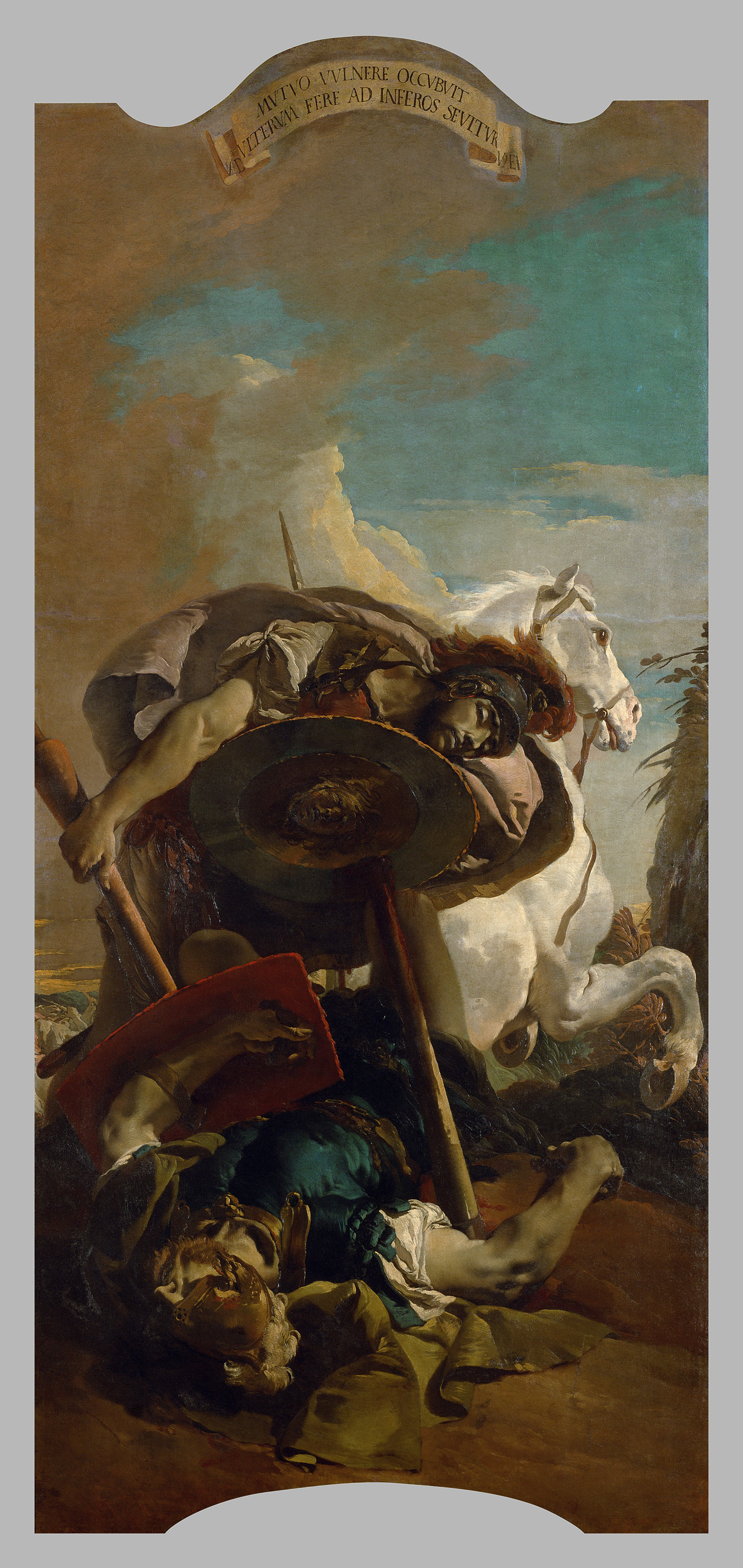
Джованні Баттіста Тьєполо. «Смерть консула Брута», 1728/30. Музей історії мистецтв, Відень

З ім'ям Брута пов'язують переказ. У Дельфи від царя Тарквінія було послано посольство для тлумачення нещасливого знамення в домі царя. Послами були сини царя Тит та Аррунт, а супроводжуючим з ними — Брут, який у дар Аполлону підніс золотий жезл, прихований всередині рогового, — алегоричний образ свого розуму. Після виконання царського доручення юнаки випросили оракула, хто буде наступним царем, на що отримали відповідь: «Верховну владу в Римі отримає той, хто перший поцілує матір». Брут вірно витлумачив пророцтво і, зробивши вигляд, що оступився, припав губами до землі.
Через деякий час після цього посольства сталося так, що царевич Секст Тарквіній збезчестив жінку свого родича Луція Тарквінія Коллатіна Лукрецію, дочку Спурія Лукреція Триципітіна. Лукреція розповіла про подію чоловіку, батьку, а також їхнім супутникам Луцію Юнію Бруту і Публію Валерію, після чого, не витримавши ганьби, покінчила з собою. Ця подія обурила жителів Коллація, спонукавши їх до революції. Тієї ж ночі заворушення перекинулося до Риму, де спонукуваний полум'яними промовами Брута народ скинув царя, що знаходився в цей час при війську, що облягало рутульське місто Ардеї. Військо теж перейшло на сторону до бунтівників і цар Тарквіній з синами були вигнані. Першими консулами в 509 році до н. е. були обрані Луцій Юній Брут і Тарквіній Коллатін.
У цьому ж році в Римі виникла процарська змова за підтримки Тарквінія. У число змовників входили знатні юнаки, у тому числі й сини Брута Тит і Тиберій. Однак, один із рабів доніс на змовників консулам, у зв'язку з чим змовники були схоплені та страчені.
Восени Тарквіній за підтримки етруських міст Вейї та Таркуїнія зібрав військо і пішов на Рим. Проти них на чолі римського війська виступили консули Луцій Юній і Публій Валерій (Коллатін на той час був вигнаний з міста через родинний зв'язок з царем). Армії  зустрілися біля Арсійського лісу. Спочатку у сутичці передових кінних загонів Луцій Юній Брут убив Аррунта Тарквінія, однак, загинув і сам. Піхота, що підійшла пізніше, під командуванням Валерія розсіяла військо вейян і змусила відступити тарквінійців.